# Dead Lord
Dead Lord ist eine schwedische Classic-/Hard-Rock-Band aus Stockholm. Die Band steht bei dem Musiklabel Century Media unter Vertrag und hat bislang vier Studioalben veröffentlicht.

## Geschichte

### Goodbye Repentance(2012 bis 2013)

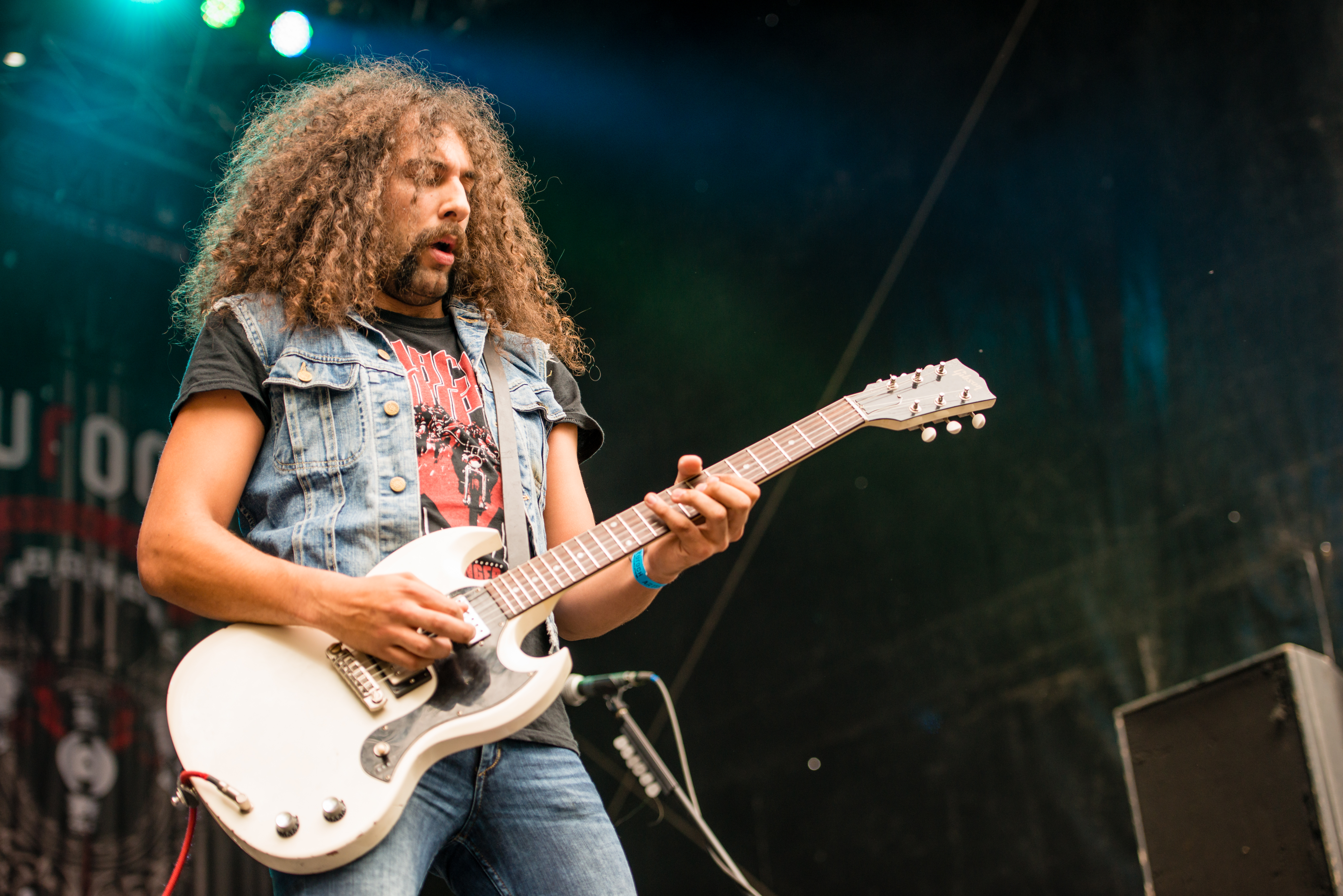
Hakim Krim

Die Band wurde im Januar 2012 vom Sänger und Gitarristen Hakim Krim gegründet. Dieser spielte zuvor bei der aus Växjö stammenden Band The Scams, bei denen er sich musikalisch nicht mehr wohl fühlte. Zusammen mit dem Schlagzeuger Adam Lindmark von der Band Morbus Chron probte er zweimal und suchte daraufhin weitere Musiker. Da er diese in Växjö nicht fand, beschlossen Krim und Lindmark nach Stockholm zu ziehen und dort weiter zu suchen. Schließlich komplettierten der Gitarrist Olle Hedenström und der Enforcer-Bassist Tobias Lindkvist die Band.
Noch im Gründungsjahr veröffentlichte die Band ihre Debütsingle No Prayers Can Help You Now über High Roller Records. Für das Lied drehte die Band ein kurioses Musikvideo, in dem man die Musiker sieht, wie sie Kaffee trinkend in einem Wohnzimmer sitzen und sich das Lied von einem Plattenspieler anhören. Ein Jahr später reiste die Band in die irische Hauptstadt Dublin, um mit dem Produzenten Ola Ersfjord ihr Debütalbum Goodbye Repentance aufzunehmen. Das Album wurde am 5. April 2013 veröffentlicht. Die Band spielte zunächst zahlreiche Konzert in Skandinavien, bevor Bassist Tobias Lindkvist die Band verließ um sich mehr um seine andere Band Enforcer zu kümmern. Lindkvist wurde durch Martin Nordin ersetzt.

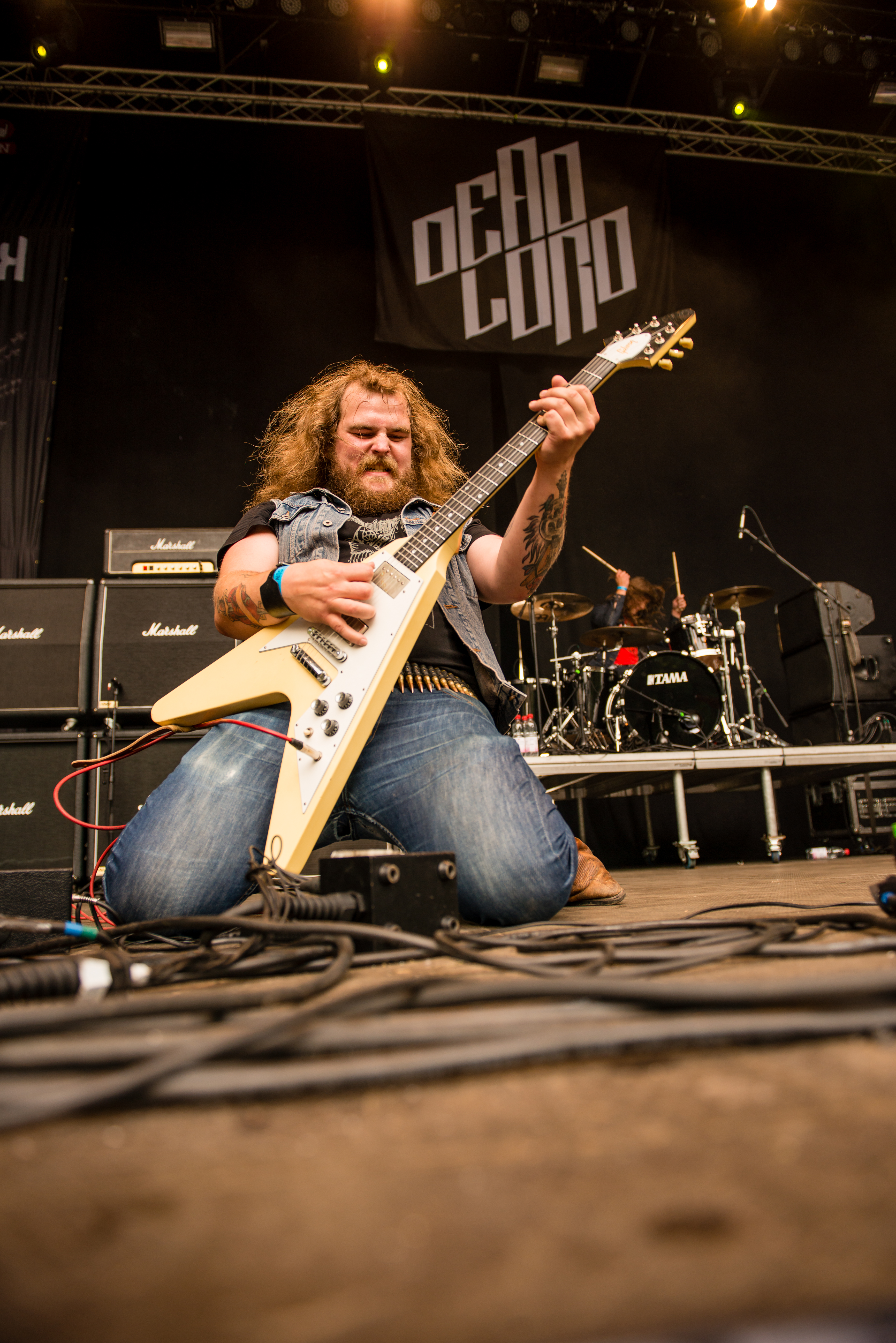
Olle Hedenström

### Heads Held High(2014 bis 2016)
Anfang 2014 spielten Dead Lord eine kurze Schweden-Tour im Vorprogramm von Imperial State Electric, bevor die Band ihre ersten Konzerte in Spanien spielte und eine Split-Single mit Black Trip veröffentlichte. Dead Lord steuerten dazu eine Coverversion des Liedes Would No Be Seen Dead in Heaven von Witchfynde bei, während Black Trip das Outlaw von Riot bearbeiteten. Im Sommer 2014 spielten Dead Lord unter anderem beim Rock Hard Festival und dem Turock OpenAir sowie eine kleine Deutschlandtournee mit der Band Noctum. Am 22. Oktober 2014 traten Dead Lord beim Crossroads-Festival in Bonn auf. Mitschnitte des Auftritts wurden vom WDR-Fernsehen in der Sendung Rockpalast ausgestrahlt.
Die Band begann danach mit den Arbeiten für ihr zweites Studioalbum Heads Held High. Zwischenzeitlich spielte die Band eine kleine Europatournee mit Wolf, die für Dead Lord chaotisch verlief. Die Musiker reisten mit ihrem bandeigenen Van, der fünfmal liegen blieb. Dennoch verpassten Dead Lord keinen Auftritt der Rundreise. Heads Held High wurde von Ola Ersfjord und Nicke Andersson produziert. Im Mai 2015 unterzeichneten Dead Lord einen Vertrag bei Century Media, die das Album am 21. August 2015 veröffentlichten. Das Album stieg auf Platz 74 der deutschen Albumcharts ein und Dead Lord spielten beim Summer Breeze. Dead Lord gingen im Herbst 2015 mit Audrey Horne und Dead City Ruins auf Europatournee, bevor eine weitere Europatournee im Vorprogramm von Danko Jones folgte.
Zusammen mit der zweiten Vorgruppe 77 veröffentlichten Dead Lord eine Split-Single, bei der Dead Lord das Lied Burnin’ for You von Blue Öyster Cult und 77 das Lied  I’m Crying von den Animals coverten. Heads Held High wurde mit dem Preis der deutschen Schallplattenkritik in der Kategorie Hard & Heavy ausgezeichnet. 2016 folgten zunächst zwei Europatourneen mit The Vintage Caravan im Frühling und mit Night Viper und den Lizzies im Herbst. Darauf folgten eine Tour durch Skandinavien im Vorprogramm von Kvelertak sowie eine Tour durch das Vereinigte Königreich mit The Vintage Caravan.

### In Ignorance We Trust,SurrenderundDystopia(seit 2017)

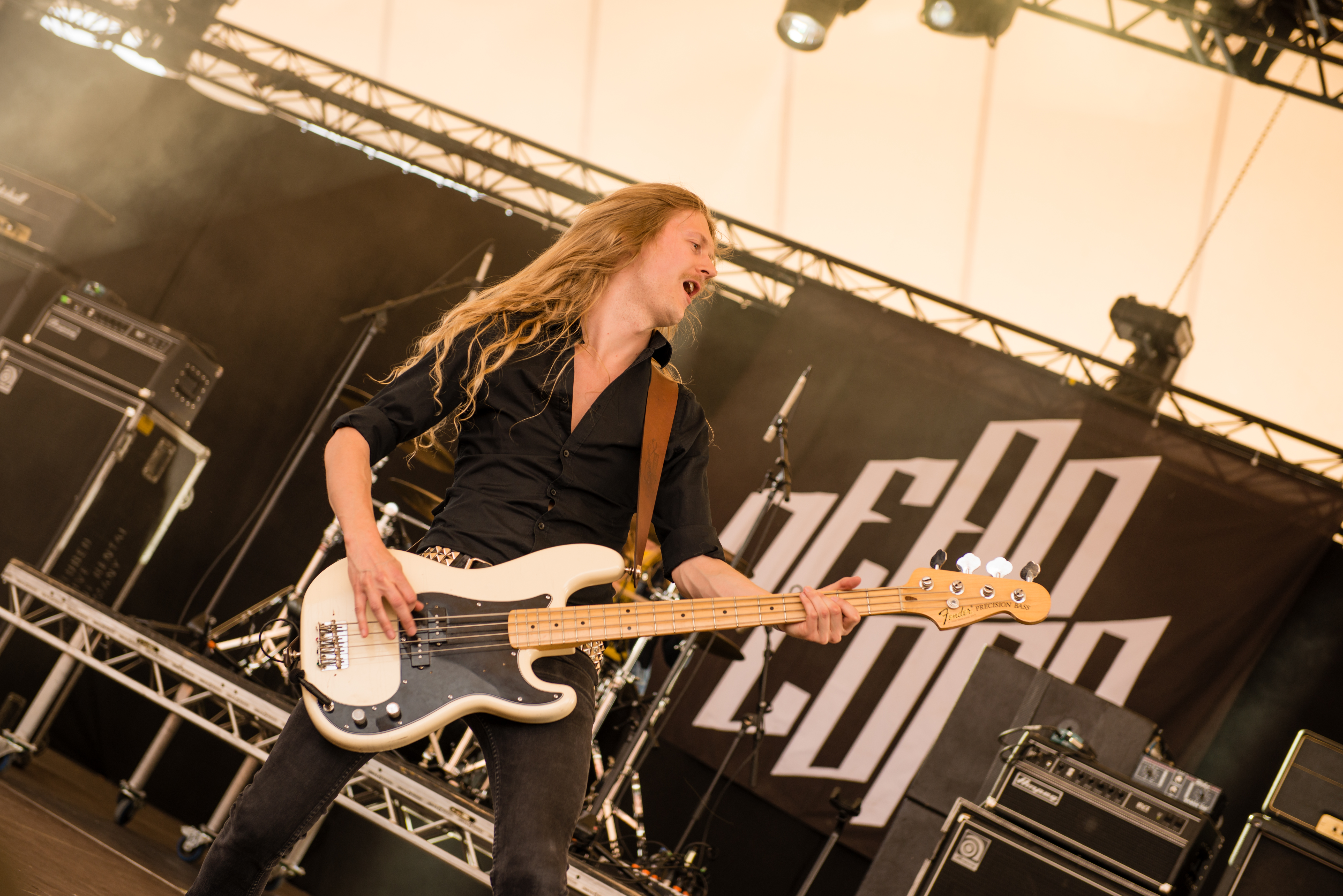
Martin Nordin

Im Frühjahr 2017 reiste die Band nach Madrid, um mit dem Produzenten Ola Ersfjord das dritte Studioalbum In Ignorance We Trust aufzunehmen, welches am 25. August 2017 erschien und Platz 48 der deutschen Albumcharts erreichte. In dem Musikvideo für das Lied Too Late hat die Schauspielerin Nour El-Refai eine Gastrolle. Zwischenzeitlich spielten Dead Lord beim Festival Bang Your Head und spielten Europatourneen mit der Band Night und danach mit Imperial State Electric im Herbst 2017.
Anfang 2020 nahm die Band ihr viertes Studioalbum auf. Nach Abschluss der Aufnahmen verließ der Gitarrist Olle Hedenström die Band. Bassist Martin Nordin wechselte dafür an die Gitarre, während der Australier Ryan Kemp neuer Bassist wurde. Am 15. Mai 2020 erschien die erste Single Distance over Time. Das Album Surrender erschien am 4. September 2020 und wurde in den Magazinen Rock Hard und Deaf Forever zum Album des Monats gewählt. Es erreichte Platz 25 der deutschen Albumcharts.
Am 11. März 2022 veröffentlichte die Band die EP Dystopia. Neben dem Titellied, welches bereits auf dem Album Surrender erschien, und einer schwedischen Version des Liedes Letter from St. Allen St. enthält die EP Coverversionen von D-A-D, Winterhawk, Moon Martin und Rory Gallagher.

## Stil
Dead Lord spielen eine Mischung aus Classic Rock, Hard Rock und frühem Heavy Metal. Sänger Hakim Krim wollte bei Gründung der Band Musik mit viel mehr Gitarrensoli und Harmonien als bei seiner alten Band spielen. Als Hauptinspiration nennt Krim Bands wie Thin Lizzy, UFO und Iron Maiden. Boris Kaiser vom deutschen Magazin Rock Hard bezeichnete Goodbye Repentance als das beste Thin-Lizzy-Album seit Thunder and Lightning.
In seinen Texten schreibt Krim über Alltagserlebnisse, aber auch über Politik, Religion und Rassismus. Trotz des Bandnamens, der sich mit „toter Gott“ übersetzen lässt, hat die Band nichts mit Satanismus zu tun. Laut Krim wäre „über Satan zu singen genau so uncool, wie über Jesus zu singen“. Krim wählte den Namen Dead Lord, weil er zum einen selbst Atheist sei und der Bandname „einfach cool klingen würde“.

## Diskografie

### Alben
| Jahr | Titel Musiklabel                       | Höchstplatzierung, Gesamtwochen, AuszeichnungChartsChartplatzierungen (Jahr, Titel, Musiklabel, Platzierungen, Wochen, Auszeichnungen, Anmerkungen) | Anmerkungen                             |
| Jahr | Titel Musiklabel                       | DE | Anmerkungen                             |
| ---- | -------------------------------------- | --- | --------------------------------------- |
| 2013 | Goodbye Repentance High Roller Records | — | Erstveröffentlichung: 5. April 2013     |
| 2015 | Heads Held High Century Media          | DE74 (1 Wo.)DE | Erstveröffentlichung: 21. August 2015   |
| 2017 | In Ignorance We Trust Century Media    | DE48 (1 Wo.)DE | Erstveröffentlichung: 25. August 2017   |
| 2020 | Surrender Century Media                | DE25 (1 Wo.)DE | Erstveröffentlichung: 4. September 2020 |

### EP
- 2022: Dystopia

### Singles
- 2012: No Prayers Can Help You Now
- 2014: Would No Be Seen Dead in Heaven / Outlaw (Split-Single mit Black Trip)
- 2015: Burnin’ for You / I’m Crying (Split-Single mit 77)
- 2020: Distance over Time
- 2020: Evil Always Wins

### Musikvideos
- 2012: No Prayers Can Help You Now
- 2017: Too Late
- 2017: Kill Them All
- 2020: Distance over Time
- 2020: Evil Always Wins